# Český pohár v basketbalu žen
Český pohár v basketbalu žen je česká basketbalová soutěž žen, zastávající funkci národního poháru. Je v něm uplatněn k.o. vyřazovací systém. Soutěž byla založena v roce 1995. Pořadatelem je Česká basketbalová federace. 
Nejúspěšnějším klubem soutěže je s dvaceti prvenstvími tým BK Žabiny Brno.

## Historie finále Českého poháru
Zdroj: 
| Sezóna  | Zlatá medaile                  | skore  | Stříbrná medaile             |  | Bronzová medaile           | skore            | 4. místo                   |
| ------- | ------------------------------ | ------ | ---------------------------- |  | -------------------------- | ---------------- | -------------------------- |
| 1995/96 | BK IMOS Žabovřesky             |        |                              |  |                            |                  |                            |
| 1996/97 | BK IMOS Žabovřesky             |        |                              |  |                            |                  |                            |
| 1997/98 | BK IMOS Gambrinus Žabovřesky   |        |                              |  |                            |                  |                            |
| 1998/99 | BK IMOS Gambrinus Žabovřesky   |        |                              |  |                            |                  |                            |
| 1999/00 | BK Gambrinus Brno - Žabovřesky |        |                              |  |                            |                  |                            |
| 2000/01 | BK Gambrinus BVV Brno          |        |                              |  |                            |                  |                            |
| 2001/02 | Gambrinus Brno                 |        |                              |  |                            |                  |                            |
| 2002/03 | Gambrinus JME Brno             |        |                              |  |                            |                  |                            |
| 2003/04 | Gambrinus JME Brno             | 107:73 | USK Blex Praha               |  | BK Loko Trutnov            | 67:60            | MUS AB+ Strakonice         |
| 2004/05 | Gambrinus JME Brno             | 110:66 | USK Blex Praha               |  | BK Loko Trutnov            | 74:70            | BK Strakonice              |
| 2005/06 | Gambrinus SIKA Brno            | 100:50 | BK Kara Trutnov              |  | ZVVZ USK Praha             | 109:50           | BLC Sparta Praha           |
| 2006/07 | Gambrinus SIKA Brno            | 79:66  | ZVVZ USK Praha               |  | BK Lokomotiva Karlovy Vary | 73:57            | BLC Sparta Praha           |
| 2007/08 | Gambrinus SIKA Brno            | 93:74  | ZVVZ USK Praha               |  | Valosun Brno               | 116:69           | BLC Sparta Praha           |
| 2008/09 | Gambrinus SIKA Brno            | 93:85  | ZVVZ USK Praha               |  | BK Kara Trutnov            | 85:71            | Valosun Brno               |
| 2009/10 | ZVVZ USK Praha                 | 99:96  | Frisco Sika Brno             |  | Slovanka MB                | 75:52            | BK Strakonice              |
| 2010/11 | ZVVZ USK Praha                 | 76:73  | Frisco Sika Brno             |  | BK Strakonice              | 91:74            | VŠ Praha                   |
| 2011/12 | ZVVZ USK Praha                 | 92:63  | BK IMOS Brno                 |  | Sokol Hradec Králové       | 75:60            | VŠ Praha                   |
| 2012/13 | BK IMOS Brno                   | 87:83  | ZVVZ USK Praha               |  | Valosun KP Brno            | 69:57            | VŠ Praha                   |
| 2013/14 | ZVVZ USK Praha                 | 73:67  | BK IMOS Brno                 |  | Sokol Hradec Králové       | 87:80            | BK Kara Trutnov            |
| 2014/15 | ZVVZ USK Praha                 | 91:49  | BK Žabiny Brno               |  | Sokol Hradec Králové       | 77:66            | Valosun KP Brno            |
| 2015/16 | DSK Basketball Nymburk         | 75:65  | Sokol Hradec Králové         |  | Valosun KP Brno            | 89:68            | BK Lokomotiva Karlovy Vary |
| 2016/17 | BK Handicap Brno               | 88:81  | KP Brno                      |  | BLK Slavia Praha           | 86:67            | BK Loko Trutnov            |
| 2017/18 | KP Brno                        | 72:69  | Sokol Nilfisk Hradec Králové |  | DSK Basketball Nymburk     | 87:77            | Basket Žabiny Brno         |
| 2018/19 | Sokol Nilfisk Hradec Králové   | 68:63  | KP Brno                      |  | DSK Basketball Nymburk     | 90:68            | BLK Slavia Praha           |
| 2019/20 | BK Žabiny Brno                 | 93:90  | Sokol Hradec Králové         |  |                            |                  |                            |
| 2020/21 | ZVVZ USK Praha                 | 96:55  | KP Brno                      |  | Levhartice Chomutov        | kontumační výhra | BLK Slavia Praha           |
| 2021/22 | BK Žabiny Brno                 | 74:70  | KP Brno                      |  | Sokol Hradec Králové       | 71:56            | Slovanka                   |
| 2022/23 | BK Žabiny Brno                 | 88:66  | Levhartice Chomutov          |  | Slovanka                   | 93:85            | SBŠ Ostrava                |
| 2023/24 | BK Žabiny Brno                 | 97:61  | Levhartice Chomutov          |  | Sokol Hradec Králové       | 73:69            | KP TANY Brno               |

## Celkový počet vítězství a umístění na 2. a 3. místě
| Klub                       | Zlatá medaile | Rok (skončení ligy) | Stříbrná medaile | Rok                                | Bronzová medaile | Rok                          |
| -------------------------- | ------------- | --- | ---------------- | ---------------------------------- | ---------------- | ---------------------------- |
| Basket Žabiny Brno         | 20            | 1996, 1997, 1998, 1999, 2000, 2001, 2002, 2003, 2004, 2005, 2006, 2007, 2008, 2009, 2013, 2017, 2020, 2022, 2023, 2024 | 5                | 2010, 2011, 2012, 2014, 2015       |                  |                              |
| ZVVZ USK Praha             | 5             | 2010, 2011, 2012, 2014, 2015, 2021                                                                                     | 6                | 2004, 2005, 2007, 2008, 2009, 2013 | 1                | 2006                         |
| KP Brno                    | 1             | 2018 | 4                | 2017, 2019, 2021, 2022             | 3                | 2008, 2013, 2016             |
| Sokol Hradec Králové       | 1             | 2019 | 3                | 2016, 2018, 2020                   | 5                | 2012, 2014, 2015, 2022, 2024 |
| DSK Basketball Nymburk     | 1             | 2016 |                  |                                    | 2                | 2018, 2019                   |
| Levhartice Chomutov        |               | | 2                | 2023, 2024                         | 1                | 2021                         |
| BK Loko Trutnov            |               | | 1                | 2006                               | 3                | 2004, 2005, 2009             |
| BK Lokomotiva Karlovy Vary |               | |                  |                                    | 1                | 2007                         |
| Slovanka MB                |               | |                  |                                    | 2                | 2010, 2023                   |
| BK Strakonice              |               | |                  |                                    | 1                | 2011                         |
| BLK Slavia Praha           |               | |                  |                                    | 1                | 2017                         |